# Peronema canescens
Peronema canescens là một loài thực vật có hoa trong họ Hoa môi. Loài này được Jack mô tả khoa học đầu tiên năm 1822.